# فریمانت سنتر (ایلینوی)
فریمانت سنتر (به انگلیسی: Fremont Center) یک منطقهٔ مسکونی در ایالات متحده آمریکا است که در شهرستان لیک، ایلینوی واقع شده‌است. فریمانت سنتر ۲۴۹٫۹۴ متر بالاتر از سطح دریا واقع شده‌است.